# Hohengöhren
Hohengöhren ist ein Ortsteil der Gemeinde Schönhausen (Elbe) in der Verbandsgemeinde Elbe-Havel-Land im Landkreis Stendal in Sachsen-Anhalt.

## Geografie

### Lage
Hohengöhren, ein Dorf mit Kirche, liegt neun Kilometer nordöstlich von Tangermünde und 13 Kilometer nördlich von Jerichow am östlichen Rand vom Biosphärenreservat Mittelelbe.
Der Ort liegt im rund drei Kilometer breiten Elbetal in einem ausgedehnten Flachland zwischen Elbe und dem Land Schollene, einem waldreichen Endmoränenbogen.

### Ortsteilgliederung
Zum Ortsteil gehören neben Hohengöhren die Wohnplätze Alte Ziegelei und Julienhof. Der Ortsteil Hohengöhren-Damm gehört heute zu Schönhausen.

### Klima
In Hohengöhren herrscht gemäßigtes Klima. Dieses wird von Osten vom Kontinentalklima und vom Westen vom atlantischen Seeklima beeinflusst.
Der durchschnittliche jährliche Niederschlag für Hohengöhren liegt bei 668 mm.
Trockenster Monat ist der Februar mit einer Niederschlagsmenge von 40 mm, wohingegen der meiste Niederschlag im Juli mit durchschnittlich 79 mm fällt.
Die Jahresdurchschnittstemperatur liegt bei 10,3 °C.
Der statistisch wärmste Monat ist der Juli mit durchschnittlichen 19,7 °C.
Der Monat Januar, als kältester Monat im Jahr, weist eine Durchschnittstemperatur von 1,3 °C auf.
|                        | Jan  | Feb  | Mär | Apr  | Mai  | Jun  | Jul  | Aug  | Sep  | Okt  | Nov | Dez |   |      |
| Mittl. Temperatur (°C) | 1,3  | 1,9  | 4,9 | 9,8  | 14,4 | 17,6 | 19,7 | 19,2 | 15,5 | 10,6 | 5,9 | 2,7 | ⌀ | 10,3 |
| Mittl. Tagesmax. (°C)  | 3,3  | 4,8  | 8,5 | 14,3 | 18,7 | 21,7 | 23,8 | 23,3 | 19,2 | 13,7 | 8,1 | 4,6 | ⌀ | 13,7 |
| Mittl. Tagesmin. (°C)  | −0,9 | −0,6 | 1,5 | 5,2  | 9,7  | 13,1 | 15,4 | 15,1 | 11,9 | 7,8  | 3,7 | 0,8 | ⌀ | 6,9  |
|                        |      |      |     |      |      |      |      |      |      |      |     |     |   |      |
| Niederschlag (mm)      | 55   | 40   | 51  | 41   | 59   | 63   | 79   | 55   | 58   | 50   | 50  | 54  | Σ | 655  |
|                        |      |      |     |      |      |      |      |      |      |      |     |     |   |      |
| Sonnenstunden (h/d)    | 3,0  | 4,0  | 5,0 | 9,0  | 10,0 | 11,0 | 11,0 | 10,0 | 7,0  | 5,0  | 3,0 | 3,0 | ⌀ | 6,8  |
|                        |      |      |     |      |      |      |      |      |      |      |     |     |   |      |
| Regentage (d)          | 9    | 8    | 9   | 8    | 8    | 8    | 9    | 8    | 7    | 8    | 8   | 9   | Σ | 99   |
|                        |      |      |     |      |      |      |      |      |      |      |     |     |   |      |
| Luftfeuchtigkeit (%)   | 83   | 80   | 75  | 67   | 65   | 63   | 65   | 67   | 72   | 79   | 85  | 84  | ⌀ | 73,7 |

| −0,9 |

| −0,6 |

| 1,5 |

| 5,2 |

| 9,7 |

| 13,1 |

| 15,4 |

| 15,1 |

| 11,9 |

| 7,8 |

| 3,7 |

| 0,8 |

| −0,9 |

| −0,6 |

| 1,5 |

| 5,2 |

| 9,7 |

| 13,1 |

| 15,4 |

| 15,1 |

| 11,9 |

| 7,8 |

| 3,7 |

| 0,8 |

## Geschichte

### Mittelalter bis Neuzeit
Im Jahre 1337 wurde der Ort erstmals als Gorony, que nunc gorn dictur erwähnt, als Kaiser Ludwig der Bayer das Bistum Havelberg bestätigte. 1375 heißt er Gorne, 1385 hoghengörne und 1471 hogengorne.
Im Jahr 1479 wird Jung Frytz von Mollendorf zu Hoen Gorne genannt. Auch 1564 gehört der Ort den von Möllendorf, genauso wie 1782. Ende des 18. Jahrhunderts begann die Urbarmachung des Trüben, eines östlich des Dorfes gelegenen Bruchs. Dabei wurden der Gutsherrschaft Höhengöhren 316 Morgen an Acker, Wiesen und Weiden verbessert und 558 Morgen urbar gemacht.
Der Julienhof ist um 1800 als Schäferei angelegt worden. Zu Anfang des 19. Jahrhunderts ist ein beträchtlicher Teil besten Ackers aufgrund von Elbüberschwemmungen 6 Fuß (etwa 2 Meter) hoch versandet und liefert nur wenig Ertrag. Nach dem Überschwemmungen 1799, 1804 und 1805 wurde das Elbufer vor Hohengöhren durch Buhnenwerke geschützt.
Ein Denkmal für die Gefallenen des Ersten Weltkrieges, eine Stele gekrönt von einem Stahlhelm, wurde nach 1945 abgerissen.

### Herkunft des Ortsnamens
Der Dorfname kann abgeleitet werden aus dem slawischen Wort „gora“ in der Bedeutung von „Berg“. Hohengöhren ist also „ein am Berg gelegener Ort“.

### Eingemeindungen
Höhengöhren gehörte früher zum zweiten Distrikt im Jerichowschen Kreis im Norden des Herzogtums Magdeburg. 1816 kam es zum Kreis Jerichow II, dem späteren Landkreis Jerichow II in der preußischen Provinz Sachsen.
Am 30. September 1928 wurde der Gutsbezirk Hohengöhren (mit den Wohnplätzen Hohengöhrenen Damm, Julienhof und Ziegelei) mit der Landgemeinde Hohengöhren vereinigt. Am 20. Juli 1950 kam die Gemeinde zum Landkreis Genthin, dem späteren Kreis Genthin, da der Landkreis Jerichow II umbenannt wurde. Am 25. Juni 1952 wurde die Gemeinde Höhengöhren dem Kreis Havelberg zugeordnet. Nach dessen Auflösung kam sie am 1. Juli 1994 zum heutigen Landkreis Stendal.
Bis zum 31. Dezember 2009 war Hohengöhren eine selbständige Gemeinde mit dem zugehörigen Ortsteil Hohengöhren-Damm, auch Hohengöhrener Damm genannt.
Durch einen Gebietsänderungsvertrag beschloss der Gemeinderat der Gemeinde Hohengöhren am 2. März 2009, dass die Gemeinde Hohengöhren in die Gemeinde Schönhausen (Elbe) eingemeindet wird. Dieser Vertrag wurde vom Landkreis als unterer Kommunalaufsichtsbehörde genehmigt und trat am 1. Januar 2010 in Kraft.
Damit kam Hohengöhren-Damm als Ortsteil zu Schönhausen.

### Einwohnerentwicklung

#### Landgemeinde/Gemeinde/Ortsteil
| Jahr | Einwohner |
| ---- | --------- |
| 1782 | [00]351   |
| 1818 | [00]503   |
| 1840 | [00]678   |
| 1864 | 597       |
| 1867 | 752       |
| 1871 | 663       |

| Jahr | Einwohner |
| ---- | --------- |
| 1905 | 526       |
| 1910 | 572       |
| 1925 | 851       |
| 1933 | 770       |
| 1939 | 837       |
| 1946 | 875       |

| Jahr | Einwohner |
| ---- | --------- |
| 1964 | 723       |
| 1971 | 654       |
| 1990 | 503       |
| 2006 | 445       |
| 2008 | 425       |
| 2014 | [00]334   |

| Jahr | Einwohner |
| ---- | --------- |
| 2017 | [00]339   |
| 2018 | [00]337   |
| 2019 | [00]335   |
| 2020 | [00]339   |
| 2021 | [00]334   |
| 2022 | [0]334    |

#### Gut/Gutsbezirk
| Jahr | Einwohner |
| ---- | --------- |
| 1905 | 206       |
| 1910 | 195       |

Quelle, wenn nicht angegeben: 1867 bis 1971 Unterlagen der Volkszählung, ab 1990:

## Religion
Die evangelische Kirchengemeinde Hohengöhren, die früher zur Pfarrei Hohengöhren gehörte, wird heute betreut vom Pfarrbereich Schönhausen im Kirchenkreis Stendal im Propstsprengel Stendal-Magdeburg der Evangelischen Kirche in Mitteldeutschland.
Die ältesten überlieferten Kirchenbücher für Hohengöhren stammen aus dem Jahre 1680.
Die katholischen Christen gehören zur Pfarrei St. Elisabeth in Tangermünde im Dekanat Stendal im Bistum Magdeburg.

## Politik

### Bürgermeister
Der letzte Bürgermeister der Gemeinde war Peter Hackel.

### Historisches Wappenbild

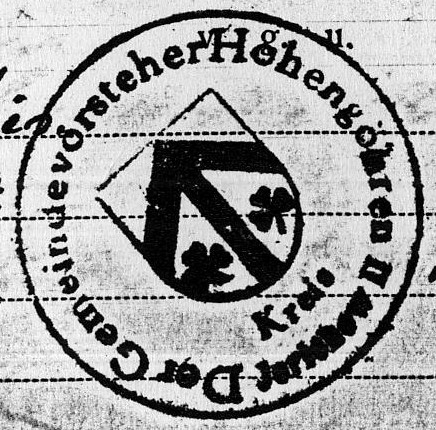
Altes Siegel von Hohengöhren

Die Gemeinde Hohengöhren führte in ihrem Gemeindesiegel schon einmal ein wappenähnliches Siegelbild. Dieses wurde im Zeitraum nach dem Zweiten Weltkrieg bis ca. der Einführung der Bezirke und Kreise in der DDR (1945–1952) benutzt.
Eine weitere Quelle ist das Kreisheimatmuseum in Genthin.

## Kultur und Sehenswürdigkeiten
- Die evangelische Dorfkirche Hohengöhren ist ein Backsteinbau aus dem 13. Jahrhundert. Vom Ursprungsbau ist die halbkreisförmige Apsis im alten Zustand erhalten. Der Westturm wurde im 1965 modern erneuert. Die reiche barocke Innenausstattung stammt aus dem 17. und 18. Jahrhundert.[30]
- Die Kirche steht auf dem Ortsfriedhof.

## Wirtschaft und Infrastruktur
Im Gewerbepark Hohengöhren hat sich die 1991 gegründete Zimmerei Wagener angesiedelt sowie der Hersteller von ökologischen Lehmprodukten Lehmbaustoffe Schleusner.
Im Ortskern eröffnete 2001 die Gaststätte „Stadt Braunschweig“ mit gut bürgerliche Küche.

### Verkehr
Am Bahnhof Schönhausen (Elbe) besteht Bahnanschluss nach Stendal, Rathenow und Berlin. Der Haltepunkt Hohengöhren lag an der 1997 stillgelegten Bahnstrecke Schönhausen–Sandau.
Der öffentliche Personennahverkehr wird unter anderem durch den PlusBus des Bahn-Bus-Landesnetz Sachsen-Anhalt erbracht. Folgende Verbindung, betrieben von der Stendalbus, führt durch Hohengöhren:
- Linie 900: Stendal/Tangermünde ↔ Fischbeck ↔ Hohengöhren ↔ Havelberg ↔ Glöwen

Hohengöhren liegt an der Bundesstraße 107 von Havelberg nach Genthin.